# Canon de 3 pouces QF 20 cwt
Le canon de 3 pouces QF 20 cwt est le premier canon antiaérien conçu dans un tel but par les Britanniques. Il équipe une large majorité de navires de la Royal Navy durant la Première Guerre mondiale.

## Utilisation
Le canon de 3 pouces FQ 20 cwt Mk I est testé à l'automne 1911 en tant que canon antiaérien pour l'armée et la marine. Bien que cette dernière ne le considère pas comme satisfaisant, il est acheté en grande quantité.
Les versions Mk II et Mk IIA arment ainsi tous les dreadnoughts de la Royal Navy (à part l'Audacious), ainsi que la totalité des croiseurs de bataille, croiseurs éclaireurs (sauf le Pathfinder (en)), la plupart des monitors, quelques mouilleurs de mines et les porte-avions HMS Hermes et Campania. En tout, 395 canons sont produits, plus une unité expérimentale. 85 de ces canons sont alloués à la défense anti-aérienne de la Grande-Bretagne, et l'armée en reçoit 48 entre avril 1917 et avril 1918.
Les versions Mk III et Mk IV ne diffèrent de la Mk I que par la conception de la culasse, la rendant plus facile à produire. 44 Mk III sont livrés à la Royal Navy, et 465 à la British Army entre mai 1916 et novembre 1918. 142 Mk IV sont livrés à la marine, dont 131 avant la fin de la guerre. Durant celle-ci, seul le HMS Bristol en est équipé, puis après la fin du conflit, les croiseurs légers de la classe C et quelque monitors en bénéficient.